# ليستر هدسون
ليستر هدسون (بالإنجليزية: Lester Hudson)‏ مواليد 7 أغسطس 1984 في ممفيس، هو لاعب كرة سلة أمريكي بدأ مسيرته الاحترافية في سنة 2009 حيث تم اختياره من قبل فريق بوسطن سيلتكس خلال الدرافت يلعب مع فريق لياونينغ فلاينج ليباردز في الرابطة الصينية لكرة السلة ويحمل الرقم 14. يبلغ طوله 6 قدم 3 بوصة (1.9 م).

## فرق لعب لها
- بوسطن سيلتكس
- ميمفيس غريزليس
- واشنطن ويزاردز
- غوانغدونغ ساوثرن تايغرز
- كليفلاند كافالييرز

## إحصائيات المسيرة

### الموسم الاعتيادي
| السنة   | الفريق             | لعب | بدأ | دقيقة | ميداني% | ثلاثية | حرة  | ارتداد | صنع | استلاب | تصدي | نقطة |
| ------- | ------------------ | --- | --- | ----- | ------- | ------ | ---- | ------ | --- | ------ | ---- | ---- |
| 2009–10 | بوسطن سيلتكس       | 16  | 0   | 4.4   | .389    | .600   | .833 | .5     | .5  | .2     | .1   | 1.4  |
| 2009–10 | ميمفيس غريزليس     | 9   | 0   | 6.8   | .400    | .182   | .857 | 1.1    | .6  | .6     | .1   | 4.0  |
| 2010–11 | واشنطن ويزاردز     | 11  | 0   | 6.6   | .250    | .267   | .500 | .5     | 1.5 | .4     | .1   | 1.6  |
| 2011–12 | كليفلاند كافالييرز | 13  | 0   | 24.2  | .391    | .246   | .842 | 3.5    | 2.7 | 1.1    | .2   | 12.7 |
| 2011–12 | ميمفيس غريزليس     | 3   | 0   | 6.7   | .273    | .333   | .667 | .0     | .3  | .0     | .0   | 3.0  |
| 2014–15 | لوس أنجلوس كليبرز  | 5   | 0   | 11.2  | .429    | .500   | .750 | 1.6    | 1.0 | 1.2    | .2   | 3.6  |
| المسيرة |                    | 52  | 0   | 10.3  | .375    | .277   | .806 | 1.4    | 1.2 | .6     | .1   | 4.7  |

### التصفيات
| السنة   | الفريق            | لعب | بدأ | دقيقة | ميداني% | ثلاثية | حرة | ارتداد | صنع | استلاب | تصدي | نقطة |
| ------- | ----------------- | --- | --- | ----- | ------- | ------ | --- | ------ | --- | ------ | ---- | ---- |
| 2014–15 | لوس أنجلوس كليبرز | 7   | 0   | 5.4   | .429    | .286   | -   | .1     | 1.0 | .3     | .1   | 2.0  |

## روابط خارجية
- ليستر هدسون على موقع إن بي أي (الإنجليزية)
- ليستر هدسون على موقع سبورتس رفرنس (الإنجليزية)
- ليستر هدسون على موقع كرة السلة الأوروبية.كوم (الإنجليزية)
- ليستر هدسون على موقع كلية كرة السلة في سبورتس رفرنس.كوم (الإنجليزية)
- ليستر هدسون على موقع ريلجم (الإنجليزية)
- ليستر هدسون على موقع بروبوليرز (الإنجليزية)
- ليستر هدسون على موقع سبورتس رفرنس (الإنجليزية)
- ليستر هدسون على موقع سبورتس رفرنس (الإنجليزية)